# Guornji Salaši
 Guornji Salaši (mađ. Felsőszállások) je selo u jugoistočnoj Mađarskoj.

## Zemljopisni položaj
Nalaze se 4 km južno od Kalače, 8 km sjevernozapadno od Fajsina, 5 km jugoistočno od Voktova, tik uz obalu Dunava i 1 km sjeverozapadno od Duolnjih Salaša te 1 km jugozapadno od Baćina kojem pripada. 

## Upravna organizacija
Upravno pripada kalačkoj mikroregiji u Bačko-kiškunskoj županiji. Poštanski broj je 6351. Ulazi u sastav naselja Baćina, kao i obližnji Duolnji Salaši. (mađ. Felsőszállások)

## Promet
3 km istočno od Guornjih Salaša prolazi državna cesta br. 57.

## Stanovništvo
2001. je ovo naselje imalo 2 stanovnika. Stanovnik Guornjih Salaša naziva se Salašar Guornji, a stanovnica Salašarka Guornja.